# Minicia
Minicia is een geslacht van spinnen uit de familie hangmatspinnen (Linyphiidae).

## Soorten
De volgende soorten zijn bij het geslacht ingedeeld:
- Minicia alticola Tanasevitch, 1990
- Minicia candida Denis, 1946
  - Minicia candida obscurior Denis, 1963
- Minicia caspiana Tanasevitch, 1990
- Minicia elegans Simon, 1894
- Minicia floresensis Wunderlich, 1992
- Minicia gomerae (Schmidt, 1975)
- Minicia grancanariensis Wunderlich, 1987
- Minicia kirghizica Tanasevitch, 1985
- Minicia marginella (Wider, 1834)
- Minicia pallida Eskov, 1995
- Minicia teneriffensis Wunderlich, 1979
- Minicia vittata Caporiacco, 1935